# Krapan
Krapan is een plaats in de gemeente Raša in de Kroatische provincie Istrië. De plaats telt 203 inwoners (2001).